# Резня в Орьоле
Резня в Орьоле (фр. Tuerie d'Auriol) — убийство офицера французской полиции, функционера голлистской организации SAC Жака Массье и пяти членов его семьи 18—19 июля 1981 года. Совершено группой членов SAC, опасавшихся передачи компрометирующих материалов в распоряжение левых властей. Убийцы были быстро арестованы и осуждены на длительные сроки заключения. Парламентское расследование деятельности SAC серьёзно дискредитировало правый лагерь. События ускорили роспуск SAC указом президента Миттерана.

## Политический контекст
На выборах 1981 года президентом Франции был избран кандидат левого лагеря Франсуа Миттеран. Абсолютное большинство в Национальном собрании получила Социалистическая партия. Было сформировано правительство Пьера Моруа с участием Французской компартии.
Впервые в истории Пятой республики произошла кардинальная смена власти. Эти события привели правый лагерь, в том числе его голлистскую часть, в состояние растерянности, тревоги и деморализации вплоть до панических настроений. Всерьёз заявлялось, будто «вслед за Миттераном придёт КГБ», «красные высадятся в Париже» и т. д. (Политика Миттерана показала полную несостоятельность такого рода прогнозов, но это стало очевидно позднее.)
Особое место в голлистском движении занимала SAC — Служба гражданского действия. SAC являлась не только политической, но и силовой структурой, выполняла функции охраны и безопасности. Генеральным секретарём SAC был Пьер Дебизе, закулисным руководителем и куратором — Жак Фоккар. Активисты и оперативники SAC придерживались правоконсервативных или крайне правых взглядов, были непримиримыми антикоммунистами и антимарксистами. Борьбу против ФКП и леворадикалов они зачастую вели внеправовыми методами. SAC имела основания ожидать больших проблем от новых властей.

## Конфликт в департаментской SAC
В департаменте Буш-дю-Рон отделение SAC возглавлял Жак Массье, бригадир марсельской полиции. Репутация Массье была весьма негативной. Его подозревали в хищениях, присвоении взносов стрелкового клуба, угрозах применить ресурс SAC при рэкетировании марсельских и тулонских баров. В итоге у Массье появился загородный дом и автомобиль Ferrari.
Заместителем Массье в SAC был предприниматель Жан-Жозеф Мария. Он добивался отстранения начальника и планировал занять его место. Весной 1981 года Массье оставил руководство SAC, Мария вступил в исполнение обязанностей. Однако Массье не только оставался на полицейской службе, но и хранил у себя материалы о прежней деятельности SAC. Эти документы содержали информацию о нападениях на анархистов и жёстких операциях против корсиканских сепаратистов. Совершались такие действия вне правового поля и могли стать основанием для уголовного преследования.
Жан-Жозеф Мария опасался, что ради продолжения полицейской карьеры при левом правительстве Массье передаст социалистам компромат на SAC. Для полной гарантии Мария решил устранить Массье физически. Исполнителей он подобрал в местной SAC. Все они были адаптированными членами общества. Сам Мария владел семейной фирмой малярных работ, Лионель Коллар работал на молокозаводе, Жан-Бруно Финошетти был школьным учителем, Анж Полетти, Дидье Кампана, Жан-Франсуа Массони — служащими почтового ведомства.
Впоследствии комментаторы отмечали психологическую сторону преступления: «блёклые личности мечтали о „мужском деле“». Мария придумывал себе военное прошлое, сочинял, будто служил в парашютно-десантных войсках под командованием полковника Эрюлена и участвовал в штурме Колвези при подавлении заирского мятежа в Шабе. Коллар действительно служил в Иностранном легионе. Финошетти отличался симпатиями к Гитлеру и люфтваффе. Кампана был байкером и психологом по образованию. Но никто из шестерых прежде не имел отношения к криминалу или терроризму. Они не были причастны к политическому насилию SAC, занимались в Службе в основном расклейкой плакатов и листовок.
25 апреля 1981 года автомобиль Массье был обстрелян из засады. При этом сам Массье не был даже ранен. Он написал заявление в полицию, сказал, что подозревает Марию и Коллара, передал следствию полный список местных членов SAC. Его жена Мари-Доминик Массье попросила администрацию школы принять меры к охране семилетнего сына Александра.
Разобраться в ситуации прибыл Пьер Дебизе. 5 мая он встретился с Жаном-Жозефом Марией в аэропорту Марсель Прованс. Из разговора Мария сделал вывод, будто получил карт-бланш на любые действия. Дебизе впоследствии категорически это отрицал.

## Резня
В субботу 18 июля 1981 года супруги Массье принимали гостей. В доме находились хозяева с сыном, Жюль и Эмманюэль Жакем (родители Мари-Доминик), Жорж Феррарини (близкий друг сестры Жака Массье). Около трёх часов дня Жак Массье уехал по делам, одолжив машину у Феррарини. Преступники об этом не знали — не имея ни полицейского, ни криминального опыта, они не смогли организовать эффективной слежки.
Мария принял решение в этот день совершить убийство. Сам он на место преступления не явился. Около четырёх часов дня в дом Массье ворвались Коллар, Финошетти, Полетти, Кампана и Массони. Командовал группой Коллар. Они были вооружены ножами, лица прикрыты медицинскими марлевыми повязками. Такого рода маскировка тоже являлась дилетантизмом: лица были вполне заметны.
К своему удивлению, налётчики не обнаружили объекта ликвидации, зато столкнулись с пятью свидетелями. Преступники связали жертв, закрыли в комнате на верхнем этаже дома и стали ждать возвращения Жака Массье. Мари-Доминик Массье опознала Финошетти, который давал уроки её сыну. После этого, около шести вечера, испугавшийся разоблачения Коллар приказал убить всех. Массье, чета Жакем и Феррарини по приказу преступников стали спускаться вниз. На лестнице Коллар душил их верёвками, после чего добивал кочергой или ножом. Мари-Доминик просила Финошетти пощадить своего сына. Просьба не помогла: спящего ребёнка Полетти убивал кочергой, затем Финошетти нанёс несколько ножевых ударов.
Коллар и Массони вывезли пять трупов и сбросили в заброшенную шахту. Также Коллар забрал два портфеля с документацией. Полетти, Финошетти и Кампана продолжали ждать того, за кем пришли.
Жак Массье вернулся около трёх часов ночи 19 июля 1981 года. Не замечая опасности, он вошёл в дом и тут же получив ножевой удар. Массье бросился бежать, но Финошетти догнал его, опрокинул и разбил голову о поребрик. Черепно-мозговая травма стала причиной смерти. Труп Массье вывезли в багажнике и сожгли в лесу. Преступники подожгли дом, но опять дилетантским способом: подпалили занавески свечами; постройка загорелась, но не сгорела. Утром 20 июля Коллар и Кампана явились с отчётом к Марии.

## Расследование и суд
Утром в воскресенье к дому Жака Массье приехала его сестра Марина. Она должна была присутствовать на семейной встрече в субботу. Случайная задержка, по-видимому, спасла ей жизнь. Обнаружив поджог и погром, она обратилась в жандармерию.
Расследование вела судебная полиция Марселя. Руководила следственный судья Франсуаза Лоренс-Жерен, известная высоким профессионализмом, упорством и бесстрашием. Известные обстоятельства и многочисленные улики не оставляли серьёзных сомнений. Шестеро преступников были быстро арестованы.
Признательные показания первым стал давать Финошетти, за ним Массони. 22 июля было найдено захоронение Жака Массье, 30 июля — остальных пяти. Далее признались Кампана и Полетти. Только Мария и Коллар упорно отрицали очевидное.
В общей сложности были привлечены четырнадцать человек — местные и парижские члены SAC. Большинство привлечённых обвинялись в недонесении о готовящемся убийстве. Но среди арестованных оказался и Пьер Дебизе. Его контакт с Марией 5 мая квалифицировался как «подстрекательство к убийству». Несколько месяцев Дебизе находился в тюрьме, после чего был освобождён за нехваткой доказательств. Вместе с Дебизе был привлечён и освобождён казначей SAC Жерар Дори.
Судебный процесс открылся 22 апреля 1984 года. Искреннее раскаяние выразил только Финошетти — он сказал, что не имеет никаких оправданий и не вправе просить о снисхождении. Оглашение приговора состоялось 18 мая 1985 года. Жан-Жозеф Мария, Лионель Коллар и Анж Полетти были приговорены к пожизненному заключению, Жан-Бруно Финошетти и Дидье Кампана — к 20 годам, Жан-Франсуа Массони — к 15 годам.

## Политические последствия
Резня в Орьоле вызвала во Франции шок и общественное негодование. Позиции правого лагеря были серьёзно подорваны. Правые военизированные организации и силовые структуры, прежде всего SAC, стали ассоциироваться с криминальным террором. Политический ущерб оказался несравнимо большим, нежели возник бы от компромата, который мог передать Массье.
Правящая «социал-коммунистическая» коалиция извлекла немалые политические выгоды. Левый лагерь позиционировался как защита страны от смертоносного насилия. Это вызывало общественные симпатии и поддержку. В разговоре со своим советником Жаком Аттали Франсуа Миттеран сравнивал себя с Сальвадором Альенде.
Деятельность SAC расследовалась специальной комиссией Национального собрания. Были вызваны для дачи показаний более сорока известных политиков, общественных и профсоюзных деятелей, силовых функционеров. Перед комиссией выступали Жак Фоккар, Пьер Дебизе, Поль Комити, Жерар Дори, Жак Симакис, Огюст Блан, Шарль Паскуа, Гастон Деффер и многие другие. Представители SAC постарались использовать предоставленную трибуну — они характеризовали свою организацию как объединение убеждённых патриотов-голлистов. Особенную известность получило выступление Комити, который сравнил членов SAC с «христианами, идущими прямо к Господу, минуя священника». Но сложившееся положение не оставляло шансов на сохранение SAC. 28 июля 1982 Служба была распущена указом президента Миттерана.

## Убийца и выжившая
Отбыв длительное заключение, все осуждённые освободились по условно-досрочной процедуре. В августе 2007 Марина Массье случайно встретилась с Жаном-Бруно Финошетти. Между ними состоялся разговор. Массье не простила убийцу брата и племянника, но выслушала и поняла его состояние.
В 2006 году Марина Массье в соавторстве с литконсультантом Паскаль Уртадо издала книгу Tuerie d’Auriol, la vie d’une rescapée — Резня в Орьоле, жизнь выжившей. В книге изложена драматичная судьба женщины, случайно избежавшей гибели, потерявшей родных и близких (её сын под впечатлением трагедии стал наркоманом и покончил с собой), но сумевшей выстоять.